# Decametra durbanensis
Decametra durbanensis is een haarster uit de familie Colobometridae.
De wetenschappelijke naam van de soort werd in 1951 gepubliceerd door Ailsa McGown Clark.